# Robert Iler
Robert Michael Iler (New York, 2 marzo 1985) è un attore statunitense di origini irlandesi, noto soprattutto per aver interpretato Anthony Soprano, Jr., figlio del boss Tony Soprano, nella serie televisiva I Soprano (1999-2007).
Ritiratosi dalle scene, dopo la chiusura de I Soprano ha recitato solo in un episodio di Law & Order - I due volti della giustizia nel 2009.

## Biografia
Iler, che lavorava fin da giovanissimo in una pizzeria, entrò per caso nel mondo dello spettacolo, e venne scritturato da un agente cinematografico che lo aveva visto passeggiare per strada. Nel 1997, a 12 anni, entra a far parte del cast della serie I Soprano: per 6 stagioni impersonerà il figlio del boss mafioso e col passare delle stagioni la sua figura diventa sempre più definita e importante nella serie, fino alla seconda parte della sesta stagione in cui è protagonista di numerosi episodi. Ha anche partecipato nel ruolo di se stesso nella serie televisiva  Oz.
Ha avuto alcuni problemi legali: nel luglio del 2001 è stato arrestato a New York per una rapina assieme a dei coetanei, anche se più volte si è proclamato innocente. Nel 2005 era presente durante un blitz della polizia nell'Upper East Side quando venne smantellata una bisca clandestina.

## Premi e riconoscimenti
- 2 Screen Actors Guild Awards, 1999 e 2007, all'intero cast de I Soprano.

## Filmografia parziale

### Cinema
- Tadpole - Un giovane seduttore a New York, regia di Gary Winick (2002)
- Daredevil, regia di Mark Steven Johnson (2003)

### Televisione
- I Soprano (The Sopranos) - serie TV, 82 episodi (1999-2007) - Anthony Soprano, Jr.
- Oz - serie TV, episodio 4x16 (2001) cameo
- Law & Order - Unità vittime speciali (Law & Order: Special Victims Unit) - serie TV, episodio 5x17 (2004)
- The Dead Zone - serie TV, episodio 3x09 (2004)

## Doppiatori italiani
Lorenzo De Angelis ne I Soprano